# Díptico de Melun
A Virgem de Melun ou Virgem com o Menino e anjos faz parte de um díptico elaborado pelo pintor francês Jean Fouquet. Está realizado sobre madeira, e foi pintado por volta de 1450. Mede 91 cm de alto e 81 cm de largo. Exibe-se atualmente no Real Museu de Belas Artes de Antuérpia (Bélgica).

## História da obra
Foi encarregada por Étienne Chevalier, cavaleiro da corte do rei Carlos VII da França. Fouquet acabava de regressar de uma viagem à Itália no que conheceu a obra de Fra Angelico e Piero della Francesca. Nesta mesma época, o nobre francês encarregou-lhe um "Livro de Horas". O Díptico foi disposto na capela funerária de Agnès Sorel na colegiada de Melun, desejando facilitar a entrada da mesma no Reino Celestial.
Durante a Revolução francesa, os dois painéis foram separados e vendidos. Atualmente, a tábua esquerda encontra-se na Gemäldegalerie de Berlim, enquanto a da direita encontra-se no Museu de Belas Artes de Antuérpia. Do díptico procede também um pequeno tondo com o auto-retrato do artista, agora no Louvre.

## Análise da obra

### Tábua direita
A tábua direita do díptico é a Virgem com o Menino que se conserva em Antuérpia.
Aparece como uma mulher muito formosa e elegante, de pele branca e perfeita, fronte muito larga e com coroa de pérolas e pedraria segurando um véu transparente. Leva uma camada de arminho e uma traje de seda de cor cinza, mostrando o peito esquerdo perfeitamente esférico, imagem que tem a ver com o papel de Maria como ama-de-leite da humanidade. Sustém o menino despido sobre o seu joelho esquerdo. O trono sobre o qual se senta está decorado com ágatas, pérolas e pedras preciosas. Rodeiam o trono nove anjos, dispostos de modo que cada rosto está em posição diferente, os azuis são querubins e os vermelhos são serafins, segundo diziam os Padres da Igreja; acredita-se que a escolha destas cores para os anjos foi influência de Fra Angelico.

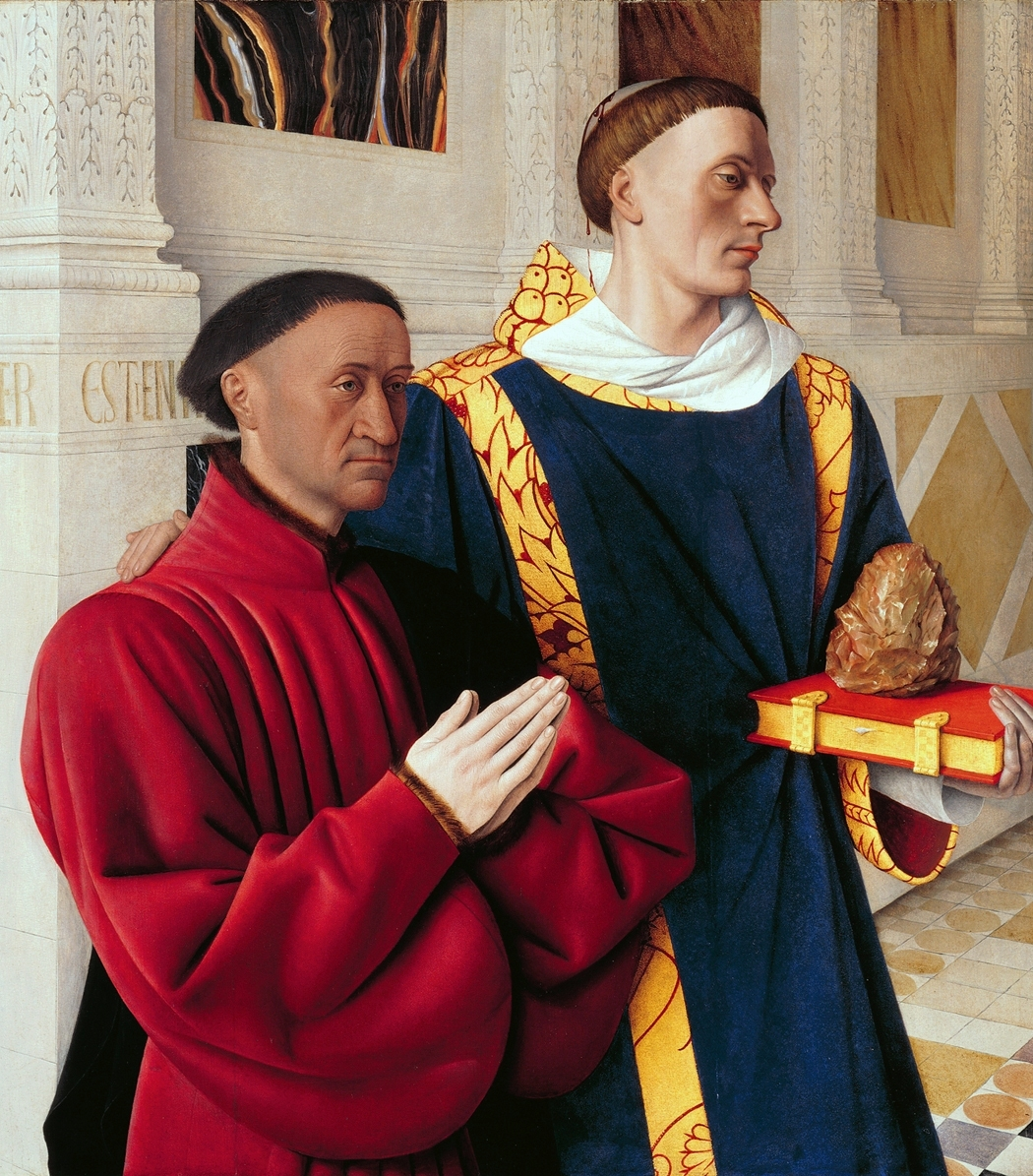
Tábua esquerda do díptico.

Supõe-se que a Virgem desta obra é Agnès Sorel, amante do nobre comitente, bem como do rei Carlos VII, e da qual Chevalier era o testamenteiro. Afirmava-se que era a mulher mais formosa da França.

### Tábua esquerda
Na metade esquerda está retratado Etienne Chevalier com o seu padroeiro, Santo Estêvão. Esta outra tábua mede 93 x 85 centímetros. Santo Estêvão aparece vestido de diácono. Sobre o livro, Santo Estêvão leva uma pedra pontiaguda, símbolo do seu martírio por lapidação.
Tratando-se de um quadro religioso, resulta marcadamente profano. A coloração é viva e a iluminação potente. A forma em que as figuras se situam no espaço obedece à influência italiana. O interesse com que capta as telas, os mármores, as pérolas, as gemas e o ouro, bem como a pele de tinte ebúrneo é de influência flamenga de Jan Van Eyck.
É mais realista a parte esquerda, na qual aparece o doador, que a direita, onde está a Virgem numa composição muito idealizada que parece irreal.
Em 2023, a análise de investigadores sobre a forma, cor e cicatrizes de lascas da pedra de santo Estêvão levou-os a concluir que se assemelha muito aos Biface.